# Oligoclada garrisoni
Oligoclada garrisoni is een libellensoort uit de familie van de korenbouten (Libellulidae), onderorde echte libellen (Anisoptera).
De wetenschappelijke naam Oligoclada garrisoni is voor het eerst geldig gepubliceerd in 2008 door De Marmels.